# Joseph Diez Gergonne
Joseph Diez Gergonne (Nancy, 19 de junho de 1771 – Montpellier, 4 de maio de 1859) foi um matemático francês.
Filho de um pintor e arquiteto, frequentou a escola em Nancy. Em 1792 foi assim como diversos outros voluntário para as guerras revolucionárias e participou dentre outras da vitória do Exército Revolucionário Francês na Batalha de Valmy. Após pouco tempo em Paris, foi secretário do estado-maior geral do Exército Francês do Mosela em 1793. Depois de frequentar a escola de artilharia por um mês, tornou-se tenente e foi para a Espanha com o Exército Francês em 1794, participando da conquista de Figueres. Após a paz separada com os prussianos em 1795,  deixou o exército e tornou-se professor de matemática em Nimes e casou-se. Em 1810 fundou o Annales de mathématiques pures et appliquées, chamado Annales de Gergonne. Existiram até 1832 e nele publicaram, entre outros, Jean-Victor Poncelet, Michel Chasles, Jakob Steiner, Julius Plücker e Évariste Galois. Em 1816 tornou-se professor de astronomia em Montpellier, onde foi em 1830 reitor e se aposentou-se em 1844. Em 1830 foi eleito membro correspondente da Académie des Sciences em Paris.<x ref>«Les membres du passé dont le nom commence par G» (em francês). Académie des sciences. Consultado em 9 de maio de 2021</ref> Em 1832 foi eleito membro correspondente da Academia de Ciências da Prússia.<x ref>«Mitglieder der Vorgängerakademien». Academia das Ciências de Berlim. Consultado em 9 de maio de 2021</ref>
Gergonne trabalhou principalmente com geometria. Dele vem a palavra polar na geometria projetiva, onde introduziu o princípio da dualidade (a partir de 1810, especialmente 1824 a 1827). Ele notou que as proposições da geometria projetiva plana podiam ser convertidas umas nas outras trocando os termos ponto e linha reta. Ele também apresentou uma solução elegante para o problema de Apolônio (construção de um círculo tocando três círculos dados) em 1816. Na geometria do triângulo, o ponto de Gergonne é nomeado em sua homenagem.